# Jalacingo (municipalité)
La municipalité de Jalacingo est l'une des 212 municipalités de l'État de Veracruz, et est située dans la partie centrale de cet État. Située à l'ouest du golfe du Mexique, la municipalité est assise sur les contreforts de la Sierra Madre orientale, elle se trouve dans le bassin versant du fleuve Río Nautla. Elle est limitrophe à l'ouest de l'État de Puebla. Son chef-lieu est la ville éponyme de Jalacingo. Elle appartient à la région administrative de Capital, qui est une des 10 subdivisions administratives de l'État de Veracruz, et qui comprend la capitale étatique, Xalapa.

## Géographie
La municipalité de Jalacingo s'étire du nord au sud le long de la limite étatique avec l'État de Puebla à l'ouest. Faisant partie du bassin versant du fleuve Río Nautla, elle est bordée au nord-est par la rivière Alseseca, affluent du Río Nautla, tandis qu'un autre affluent, le Río María de la Torre passe à l'ouest de son territoire, dans l'État de Puebla. Assise sur les piémonts, puis les contreforts de la chaîne de montagnes de la Sierra Madre orientale, son altitude oscille entre 580 et 2900 mètres. Son chef-lieu, la ville éponyme de Jalacingo, se situe dans le centre-ouest de son territoire, près de la limite étatique. Son territoire couvre une superficie de 208,1 km2, et était peuplé en 2015 de 44 488 habitants, pour une densité de 213,8 habitants par km2.
Cette municipalité est limitrophe au nord de celle de Tlapacoyan, à l'ouest, dans l'État de Puebla, de celles d'Hueytamalco et de Xiutetelco, au sud, à nouveau dans l'État de Veracruz, de celle de Perote, et à l'est de celles d'Altotonga et d'Atzalan.

## Composition et démographie
La municipalité était composée en 2015 de 51 localités, dont une seule était considérée comme urbaine, les autres étant rurales.
| Localité                                        | Population |
| ----------------------------------------------- | ---------- |
| Jalacingo                                       | 13 310     |
| Orilla Del Monte                                | 2484       |
| Ocotepec                                        | 2453       |
| Mixquiapan                                      | 2395       |
| Francisco Barrientos y Barrientos (Santa Anita) | 1985       |
| Reste des localités                             | 18120      |
| Total population                                | 40 747     |

En plus de l'espagnol, plusieurs langues amérindiennes sont parlées dans la municipalité, dont les principales sont par ordre d'importance : le nahuatl, le mixtèque et le mazatèque.

## Histoire
Avant la conquête du Mexique, le principal centre de peuplement, appartenant au peuple des totonaques, était établi à San Juan Xiutetelco, un peu plus à l'ouest. À la suite de sa destruction en 1520, la population vînt s'établir à Jalacingo.
Durant la période hispanique, deux paroisses sont fondées : San Francisco en 1548, et San Bartolomé antérieurement à 1646.
En 1864, durant l'expédition du Mexique, les troupes françaises furent vaincues à Ocotepec et Santa Anita.

## Économie

### Agriculture et élevage
La superficie des parcelles semées représentait en 2019 une surface totale de 10 795 hectares, parmi lesquels 5580 hectares étaient voués à la culture du maïs, 2303 hectares étaient voués à la culture de la vicia faba, une plante herbacée cultivée pour ses graines, et 1305 hectares étaient voués à celle de la pomme de terre.
En 2019, la production de viande par tonnes comprenait 155,9 tonnes de viande bovine, 46 877,6 tonnes de viande porcine, 83,9 tonnes de viande ovine, 33,8 tonnes de viande caprine, 82,8 tonnes de volailles, et 5,4 tonnes de dinde. La superficie vouée à l'élevage représentait alors 8650 hectares.